# Luna (árvore)
Luna é uma sequoia-vermelha de 60 metros de altura com mil anos de idade localizada próxima à comunidade de Stafford no Condado de Humboldt, California. A árvore foi ocupada durante 738 dias pela ativista Julia Butterfly Hill e salva em um acordo entre Hill e a madeireira Pacific Lumber.  A árvore foi vandalizada cerca de um ano após o acordo, mas foi tratada e sobreviveu.

## Localização
Apesar de algumas notícias afirmarem o contrário, Luna não está localizada na Headwaters Forest, uma floresta primária, mas em um cume ventoso em frente a comunidade de Stafford, ao sul de Escótia, Califórnia. Devido à sua proximidade com a pequena comunidade de Stafford, esta árvore também foi chamada de "Gigante de Stafford". Na véspera de Ano Novo de 1996, um corte raso de floresta realizado pela madeireira Pacific Lumber Company (Maxxam) em encostas íngremes acima da comunidade causou um deslizamento de terra que enterrou a maior parte da comunidade com até 5 metros de profundidade em lama e detritos de árvores. Oito casas foram completamente destruídas.

## História
A árvore de 1.000 anos atingida por um raio foi nomeada por um grupo de membros do Earth First!, que construíram uma pequena plataforma com madeira recuperada para ocupar a árvore. Como a lua estava nascendo na época, eles escolheram o nome Luna, a palavra latina para lua, para comemorar o evento.
Por 738 dias, de 10 de dezembro de 1997 a 18 de dezembro de 1999, a ativista florestal Julia Butterfly Hill morou na plataforma da árvore a 55 metros de altura do solo. Hill ocupou Luna com o intuito de salvá-la junto com a floresta circundante do corte raso que seria feito pela madeireira Pacific Lumber Company (propriedade da Maxxam Inc e do milionário Charles Hurwitz ). A empresa e Hill chegaram a um acordo para salvar a árvore junto com 61 metros de mata circundante, em troca de um pagamento de 50 mil dólares. Após o acordo, Hill deixou a árvore.  Mais tarde, ela escreveu um livro chamado The Legacy of Luna sobre suas experiências sentando-se na sequoia gigante.  Algumas de suas previsões se concretizaram: a Maxxam faliu depois de cortar em apenas 20 anos uma reserva madeireira de 100 anos de idade, deixando funcionários e fornecedores em apuros.
Em novembro de 2000, um vândalo desconhecido usou uma serra elétrica para cortar metade da árvore. Em 2001, o engenheiro civil Steve Salzman chefiou a "equipe médica" de Luna, que projetou e construiu um sistema de reforço para ajudar a árvore a resistir a tempestades de vento extremas com ventos de pico entre 60 e 100 milhas por hora. Eles foram auxiliados pelo professor Steven Sillett, da Humboldt State University .
No início de 2002, o naturalista Paul Donahue constatou que Luna havia sobrevivido ao corte. Luna está atualmente sob a administração da Sanctuary Forest, uma organização sem fins lucrativos .